# 2022년 FIFA 월드컵 결승전
2022년 FIFA 월드컵 결승전(아랍어: كأس العالم لكرة القدم 2022, 영어: 2022 FIFA World Cup Final)은 2022년 12월 18일에 2022년 FIFA 월드컵의 우승 팀을 가리기 위해 열린 경기이다. 카타르 루사일에 위치한 루사일 아이코닉 스타디움에서 열렸다. 아르헨티나와 프랑스가 맞붙어 아르헨티나가 36년만에 세번째 월드컵 우승을 달성했다. 공교롭게도 지난 대회에서는 16강에서 맞붙었던 두 팀이 이번에는 결승전에서 맞붙게 되었다.
관중석의 90%를 아르헨티나 응원단으로 채워졌으며 이들이 죽기살기로 응원해 아르헨티나는 사실상 홈경기나 다름없었다.

## 결승전까지의 경기
| 순위 | 팀             | 경기 | 승점 |
| ---- | -------------- | ---- | ---- |
| 1    | 아르헨티나     | 3    | 6    |
| 2    | 폴란드         | 3    | 4    |
| 3    | 멕시코         | 3    | 4    |
| 4    | 사우디아라비아 | 3    | 3    |

| 순위 | 팀             | 경기 | 승점 |
| ---- | -------------- | ---- | ---- |
| 1    | 프랑스         | 3    | 6    |
| 2    | 오스트레일리아 | 3    | 6    |
| 3    | 튀니지         | 3    | 4    |
| 4    | 덴마크         | 3    | 1    |

아르헨티나는 모든 경기에서 선제 득점을 달성했다. 반면 프랑스는 오스트레일리아전은 역전승을 거두었으며 튀니지전은 무득점 패배했다.

## 경기 진행

### 전반전
리오넬 스칼로니 아르헨티나 감독은 리오넬 메시를 프랑스의 수비가 비교적 약한 부분인 킬리안 음바페가 있는 곳에 배치하고 반대쪽에는 그 동안 꼭꼭 숨겨 놓았던 앙헬 디 마리아를 배치했다. 그 결과 스칼로니의 계략이 통하면서 프랑스의 수비는 리오넬 메시 쪽으로 몰리면서 반대쪽의 앙헬 디 마리아가 있는 부분이 비게 되었다. 그 결과 프랑스는 전반전 내내 스칼로니가 짠 판에 말려들었으며, 디 마리아가 패널티킥 1개를 따서 그 패널티킥을 리오넬 메시가 넣은 뒤 디 마리아 본인이 직접 골을 넣었다. 전반전은 완벽한 아르헨티나의 압승이었다.

### 후반전
하지만 후반전에 스칼로니는 판단 미스를 한다. 디 마리아를 교체하는 바람에 프랑스에서는 킬리안 음바페가 살아나면서 역시 음바페가 아르헨티나 진영을 종횡무진 돌아다녔다. 결국 음바페가 2골을 넣어 프랑스의 패배를 막고 연장전에 돌입했다.

### 연장전
연장전에는 메시가 절묘한 패스로 받은 골을 넣어 또 앞서 나갔다. 하지만 그로부터 10분 후 프랑스가 찬 공이 패널티 라인 안에 서 있던 아르헨티나의 수비수인 곤살로 몬티엘의 팔에 맞는 바람에 패널티킥이 나왔다. 이 패널티킥을 음바페가 넣었다.
경기 종료를 불과 20초 남겨놓은 시점 프랑스의 랑달 콜로 무아니와 아르헨티나의 에밀리아노 마르티네스의 1:1 상황이 되었다. 이 때 콜로 무아니가 회심의 슈팅을 날렸으나 에밀리아노는 이를 발을 뻗어 겨우 막아냈다. 이렇게 승부차기로 넘어갔다.

### 승부차기
연장전에서도 승부가 나지 않음에 따라, 경기는 승부차기로 이어졌다. 그 동안 에밀리아노 마르티네스의 맹활약으로 미뤄 본다면 아르헨티나의 완승이 예상되는 상황이었다. 프랑스가 선축이었다.
- 프랑스의 슈팅: 음바페는 에밀리아노를 속이는 슈팅을 쐈다. 하지만 이를 에밀리아노는 뱡향을 완벽히 읽었으나 중과부적으로 에밀리아노의 손가락을 맞고 들어갔다. 성공. 0–1
- 아르헨티나의 슈팅: 메시는 위고 요리스를 완벽히 속이는 슈팅으로 골을 넣었다. 성공. 1–1
- 프랑스의 슈팅: 에밀리아노는 공을 엉뚱한 방향으로 던져서 킹슬리 코망이 그 공을 주워와서 놓고 슈팅을 쐈다. 에밀리아노는 그 슈팅을 완벽하게 읽고 막아냈다. 선방. 1–1
- 아르헨티나의 슈팅: 파울로 디발라가 슈팅하기 직전 에밀리아노가 디발라에게 와서 귓속말로 '골키퍼는 자기 팀 선수가 실축하면 무조건 몸을 날린다. 그냥 정 중앙으로 직선으로 차라.'라고 조언해서 그 말을 듣고 진짜로 직선으로 슈팅을 쐈다. 요리스는 진짜로 몸을 날렸고 슈팅이 허무하게 들어갔다. 성공. 2–1.
- 프랑스의 슈팅: 오렐리앵 추아메니를 에밀리아노가 약올렸다. 이것 때문에 에밀리아노는 승부차기 도중 경고를 받았다. 추아메니는 에밀리아노가 약올리는 바람에 조준을 잘못해서 슈팅을 했고 그게 골대 밖으로 빗나갔다. 실축. 2–1
- 아르헨티나의 슈팅: 레안드로 파레데스가 슈팅을 쐈다. 성공. 3–1.
- 프랑스의 슈팅: 랑달 콜로 무아니가 슈팅을 쐈다. 성공. 3–2
- 아르헨티나의 슈팅: 공이 팔에 맞는 바람에 패널티킥을 당해 경기를 승부차기로 몰고 간 주범이었던 곤살로 몬티엘이 쐈다. 몬티엘은 마음을 비우고 요리스를 속이는 슈팅을 쐈다. 성공. 4–2. 경기 종료. 아르헨티나 우승. 몬티엘은 이 슈팅을 성공한 직후 감정이 복받쳐 유니폼으로 머리를 가린 채 대성통곡을 했다.

## 경기 결과
| 아르헨티나                                | 3 – 3 (연장전) | 프랑스                                    |
| ----------------------------------------- | -------------- | ----------------------------------------- |
| - 메시 23′ (페널티), 108′ - 디 마리아 36′ | 리포트         | - 음바페 80′ (페널티), 81′, 118′ (페널티) |
| 승부차기                                  |                |                                           |
| - 메시 - 디발라 - 파레데스 - 몬티엘       | 4 – 2          | - 음바페 - 코망 - 추아메니 - 콜로 무아니  |

| 아르헨티나 | 프랑스 |

| GK              | 23 | 에밀리아노 마르티네스    | 120+5′ (승부차기) |        |
| RB              | 26 | 나우엘 몰리나            |                   | 90′    |
| CB              | 13 | 크리스티안 로메로        |                   |        |
| CB              | 19 | 니콜라스 오타멘디        |                   |        |
| LB              | 3  | 니콜라스 탈리아피코      |                   | 120+1′ |
| LM              | 20 | 알렉시스 마크 알리스테르 |                   | 115′   |
| CM              | 24 | 엔소 페르난데스          | 45+7′             |        |
| CM              | 7  | 로드리고 데 파울         |                   | 102′   |
| CF              | 10 | 리오넬 메시 (주장)       |                   |        |
| CF              | 9  | 훌리안 알바레스          |                   | 102′   |
| RM              | 11 | 앙헬 디 마리아           |                   | 64′    |
| 교체 선수:      |    |                          |                   |        |
| DF              | 8  | 마르코스 아쿠냐          | 90+7′             | 64′    |
| DF              | 4  | 곤살로 몬티엘            | 116′              | 90′    |
| MF              | 5  | 레안드로 파레데스        | 114′              | 102′   |
| FW              | 22 | 라우타로 마르티네스      |                   | 102′   |
| DF              | 6  | 헤르만 페셀라            |                   | 115′   |
| FW              | 21 | 파울로 디발라            |                   | 120+1′ |
| 감독:           |    |                          |                   |        |
| 리오넬 스칼로니 |    |                          |                   |        |

| GK          | 1  | 위고 요리스 (주장)  |       |        |
| RB          | 5  | 쥘 쿤데             |       | 120+1′ |
| CB          | 4  | 라파엘 바란         |       | 113′   |
| CB          | 18 | 다요 우파메카노     |       |        |
| LB          | 22 | 테오 에르낭데즈     |       | 71′    |
| CM          | 8  | 오렐리앵 추아메니   |       |        |
| CM          | 14 | 아드리앵 라비오     | 55′   | 96′    |
| RW          | 11 | 우스만 뎀벨레       |       | 41′    |
| AM          | 7  | 앙투안 그리즈만     |       | 71′    |
| LW          | 10 | 킬리안 음바페       |       |        |
| CF          | 9  | 올리비에 지루       | 90+5′ | 41′    |
| 교체 선수:  |    |                     |       |        |
| FW          | 12 | 랑달 콜로 무아니    |       | 41′    |
| FW          | 26 | 마르퀴스 튀람       | 87′   | 41′    |
| FW          | 20 | 킹슬리 코망         |       | 71′    |
| MF          | 25 | 에두아르도 카마빙가 |       | 71′    |
| MF          | 13 | 유수프 포파나       |       | 96′    |
| DF          | 24 | 이브라이마 코나테   |       | 113′   |
| DF          | 3  | 악셀 디사시         |       | 120+1′ |
| 감독:       |    |                     |       |        |
| 디디에 데샹 |    |                     |       |        |

| 최우수 선수: 리오넬 메시 (아르헨티나) 부심: 파베우 소콜니츠키 (폴란드) 토마시 리스트키에비치 (폴란드) 대기심: 이스마일 엘패쓰 (미국) 후보 대기심: 캐쓰린 네스빗 (미국) 비디오 판독심: 토마시 크비아트코프스키 (폴란드) 보조 비디오 판독심: 훌리안 소토 (베네수엘라) 카일 앳킨스 (미국) 페르난도 게레로 (멕시코) 예비 비디오 판독심: 바스티안 당케르트 (독일) 예비 보조 비디오 판독심: 코리 파커 (미국) | 경기 규정: - 90분 - 필요시 연장전 30분 - 연장전 후에도 동점시 승부차기 - 교체 선수 최대 15명 등록 - 최대 5명 교체 가능하고 연장전에서 6번째 선수 교체 가능. - 최대 1회 뇌진탕 교체 가능 |

## 경기 후
아르헨티나의 우승 시상식이 진행되었다. 타밈 빈 하마드 알사니 카타르 국왕은 골든볼을 수상한 리오넬 메시에게 카타르의 왕족만 입을 수 있는 금장 비슈트(BISHT)를 직접 입혀줬다.
골든 글러브를 수상한 에밀리아노 마르티네스는 시상식에서 골든 글러브 트로피를 자신의 사타구니에 갖다대는 세레머니를 보여줘 논란이 되었다.
부정맥으로 더 이상 축구를 할 수 없는 몸이 되어 어쩔 수 없이 국가대표를 떠나야 했던 세르히오 아게로는 결승전 하루 전날 아르헨티나 축구 국가대표팀 보조 코치로 임용되었다. 이후 아르헨티나의 우승이 확정되자 니콜라스 오타멘디의 유니폼을 입고 그라운드로 나와서 FIFA 월드컵 트로피를 들어올렸다.
이 월드컵에서 골든볼(리오넬 메시), 골든글러브(에밀리아노 마르티네스), FIFA 영플레이어상(엔소 페르난데스)을 모조리 아르헨티나가 가져갔으며 오직 골든부트(킬리안 음바페)만 프랑스가 차지했다.

## 같이 보기
- 아르헨티나의 FIFA 월드컵 성적

## 참고
1. ↑  Rabiot suffered a knock to the head at the 94th minute. Therefore, his substitution for Fofana fell under FIFA's "concussion protocol", which allows a player at risk of a concussion to be substituted without taking account either the substitution window nor the amount of players already substituted.[4][5]